# Xã North Allis, Michigan
Xã North Allis (tiếng Anh: North Allis Township) là một xã thuộc quận Presque Isle, tiểu bang Michigan, Hoa Kỳ. Năm 2010, dân số của xã này là 521 người.